# 24 ur Le Mansa 1992
24 ur Le Mansa 1992 je bila šestdeseta vzdržljivostna dirka 24 ur Le Mansa, tretja dirka Svetovnega prvenstva športnih dirkalnikov v sezoni 1992. Potekala je 20. in 21. junija 1992.

## Rezultati

### Uvrščeni
NC = neuvrščeni - niso prevozili 70% razdalje zmagovalca, DNF = odstop, DNS = niso štartali
| Poz    | Razred | Št | Moštvo                         | Dirkači                                                            | Šasija                             | Gume | Krogi |
| Poz    | Razred | Št | Moštvo                         | Dirkači                                                            | Motor                              | Gume | Krogi |
| ------ | ------ | -- | ------------------------------ | ------------------------------------------------------------------ | ---------------------------------- | ---- | ----- |
| 1      | C1     | 1  | Peugeot Talbot Sport           | Derek Warwick Yannick Dalmas Mark Blundell                         | Peugeot 905 Evo 1B                 | M    | 352   |
| 1      | C1     | 1  | Peugeot Talbot Sport           | Derek Warwick Yannick Dalmas Mark Blundell                         | Peugeot SA35 3.5L V10              | M    | 352   |
| 2      | C1     | 33 | Toyota Team Tom's              | Masanori Sekiya Pierre Henri Raphanel Kenny Acheson                | Toyota TS010                       | G    | 346   |
| 2      | C1     | 33 | Toyota Team Tom's              | Masanori Sekiya Pierre Henri Raphanel Kenny Acheson                | Toyota RV10 3.5L V10               | G    | 346   |
| 3      | C1     | 2  | Peugeot Talbot Sport           | Mauro Baldi Philippe Alliot Jean-Pierre Jabouille                  | Peugeot 905 Evo 1B                 | M    | 345   |
| 3      | C1     | 2  | Peugeot Talbot Sport           | Mauro Baldi Philippe Alliot Jean-Pierre Jabouille                  | Peugeot SA35 3.5L V10              | M    | 345   |
| 4      | C1     | 5  | Mazdaspeed Co. Ltd. Oreca      | Johnny Herbert Volker Weidler Bertrand Gachot Maurizio Sandro Sala | Mazda MXR-01                       | M    | 336   |
| 4      | C1     | 5  | Mazdaspeed Co. Ltd. Oreca      | Johnny Herbert Volker Weidler Bertrand Gachot Maurizio Sandro Sala | Mazda (Judd) MV10 3.5L V10         | M    | 336   |
| 5      | C2     | 35 | Trust Racing Team              | Stefan Johansson George Fouché Steven Andskär                      | Toyota 92C-V                       | D    | 336   |
| 5      | C2     | 35 | Trust Racing Team              | Stefan Johansson George Fouché Steven Andskär                      | Toyota R36V 3.6L Turbo V8          | D    | 336   |
| 6      | C3     | 54 | Courage Compétition            | Bob Wollek Henri Pescarolo Jean-Louis Ricci                        | Cougar C28LM                       | G    | 335   |
| 6      | C3     | 54 | Courage Compétition            | Bob Wollek Henri Pescarolo Jean-Louis Ricci                        | Porsche Type-935 3.0L Turbo Flat-6 | G    | 335   |
| 7      | C3     | 51 | Kremer Porsche Racing          | Manuel Reuter John Nielsen Giovanni Lavaggi                        | Porsche 962CK6                     | Y    | 334   |
| 7      | C3     | 51 | Kremer Porsche Racing          | Manuel Reuter John Nielsen Giovanni Lavaggi                        | Porsche Type-935 3.0L Turbo Flat-6 | Y    | 334   |
| 8      | C1     | 8  | Toyota Team Tom's              | Jan Lammers Andy Wallace Teo Fabi                                  | Toyota TS010                       | G    | 331   |
| 8      | C1     | 8  | Toyota Team Tom's              | Jan Lammers Andy Wallace Teo Fabi                                  | Toyota RV10 3.5L V10               | G    | 331   |
| 9      | C2     | 34 | Katz Racing Team SARD Co. Ltd. | Roland Ratzenberger Eje Elgh Eddie Irvine                          | Toyota 92C-V                       | B    | 321   |
| 9      | C2     | 34 | Katz Racing Team SARD Co. Ltd. | Roland Ratzenberger Eje Elgh Eddie Irvine                          | Toyota R36V 3.6L Turbo V8          | B    | 321   |
| 10     | C3     | 67 | Obermaier Racing GmbH          | Otto Altenbach Jürgen Lässig Pierre Yver                           | Porsche 962C                       | G    | 297   |
| 10     | C3     | 67 | Obermaier Racing GmbH          | Otto Altenbach Jürgen Lässig Pierre Yver                           | Porsche Type-935 3.0L Turbo Flat-6 | G    | 297   |
| 11     | C3     | 52 | Kremer Porsche Racing          | Robin Donovan Charles Rickett Almo Coppelli                        | Porsche 962CK6                     | Y    | 297   |
| 11     | C3     | 52 | Kremer Porsche Racing          | Robin Donovan Charles Rickett Almo Coppelli                        | Porsche Type-935 3.0L Turbo Flat-6 | Y    | 297   |
| 12     | C3     | 53 | ADA Engineering                | Derek Bell Justin Bell Tiff Needell                                | Porsche 962C GTi                   | G    | 284   |
| 12     | C3     | 53 | ADA Engineering                | Derek Bell Justin Bell Tiff Needell                                | Porsche Type-935 3.0L Turbo Flat-6 | G    | 284   |
| 13     | C1     | 4  | Euro Racing                    | Heinz-Harald Frentzen Charles Zwolsman Shunji Kasuya               | Lola T92/10                        | M    | 271   |
| 13     | C1     | 4  | Euro Racing                    | Heinz-Harald Frentzen Charles Zwolsman Shunji Kasuya               | Judd GV10 3.5L V10                 | M    | 271   |
| 14     | C1     | 22 | Chamberlain Engineering        | Ferdinand de Lesseps Richard Piper Olindo Iacobelli                | Spice SE89C                        | G    | 258   |
| 14     | C1     | 22 | Chamberlain Engineering        | Ferdinand de Lesseps Richard Piper Olindo Iacobelli                | Ford Cosworth DFZ 3.5L V8          | G    | 258   |
| 15 NC  | C1     | 36 | Chamberlain Engineering        | Jun Harada Kenja Shimamura Tomiko Yoshikawa                        | Spice SE89C                        | G    | 160   |
| 15 NC  | C1     | 36 | Chamberlain Engineering        | Jun Harada Kenja Shimamura Tomiko Yoshikawa                        | Ford Cosworth DFZ 3.5L V8          | G    | 160   |
| 16 NC  | C4     | 66 | Eric Bellefroid Ren Car        | Walter Breuer Marc Alexandre Frank de Vita                         | Orion LM                           | M    | 78    |
| 16 NC  | C4     | 66 | Eric Bellefroid Ren Car        | Walter Breuer Marc Alexandre Frank de Vita                         | Peugeot 1.9L I4                    | M    | 78    |
| 17 DNF | C1     | 31 | Peugeot Talbot Sport           | Karl Wendlinger Eric van de Poele Alain Ferté                      | Peugeot 905 Evo 1B                 | M    | 208   |
| 17 DNF | C1     | 31 | Peugeot Talbot Sport           | Karl Wendlinger Eric van de Poele Alain Ferté                      | Peugeot SA35 3.5L V10              | M    | 208   |
| 18 DNF | C1     | 7  | Toyota Team Tom's              | Geoff Lees David Brabham Ukyo Katayama                             | Toyota TS010                       | G    | 192   |
| 18 DNF | C1     | 7  | Toyota Team Tom's              | Geoff Lees David Brabham Ukyo Katayama                             | Toyota RV10 3.5L V10               | G    | 192   |
| 19 DNF | C1     | 21 | Action Formula                 | Luigi Taverna Alessandro Gini John Sheldon                         | Spice SE90C                        | G    | 150   |
| 19 DNF | C1     | 21 | Action Formula                 | Luigi Taverna Alessandro Gini John Sheldon                         | Ford Cosworth DFZ 3.5L V8          | G    | 150   |
| 20 DNF | C3     | 56 | Courage Compétition            | Tomas Saldaña Denis Morin Jean-François Yvon                       | Cougar C28LM                       | G    | 142   |
| 20 DNF | C3     | 56 | Courage Compétition            | Tomas Saldaña Denis Morin Jean-François Yvon                       | Porsche Type-935 3.0L Turbo Flat-6 | G    | 142   |
| 21 DNF | C1     | 6  | Mazdaspeed Co. Ltd. Oreca      | Maurizio Sandro Sala Takashi Yorino Yojiro Terada                  | Mazda MXR-01                       | M    | 124   |
| 21 DNF | C1     | 6  | Mazdaspeed Co. Ltd. Oreca      | Maurizio Sandro Sala Takashi Yorino Yojiro Terada                  | Mazda (Judd) MV10 3.5L V10         | M    | 124   |
| 22 DNF | C1     | 29 | Team S.C.I.                    | Ranieri Randaccio Vito Veninata Stefano Sebastiani                 | Tiga GC288                         | G    | 101   |
| 22 DNF | C1     | 29 | Team S.C.I.                    | Ranieri Randaccio Vito Veninata Stefano Sebastiani                 | Ford Cosworth DFL 3.3L V8          | G    | 101   |
| 23 DNF | C3     | 68 | Team Alméras Alméras-Chotard   | Jean-Marie Alméras Jacques Alméras Max Cohen-Olivar                | Porsche 962C                       | G    | 85    |
| 23 DNF | C3     | 68 | Team Alméras Alméras-Chotard   | Jean-Marie Alméras Jacques Alméras Max Cohen-Olivar                | Porsche Type-935 3.0L Turbo Flat-6 | G    | 85    |
| 24 DNF | C3     | 55 | Courage Compétition            | Pascal Fabre Lionel Robert Marco Brand                             | Cougar C28LM                       | G    | 77    |
| 24 DNF | C3     | 55 | Courage Compétition            | Pascal Fabre Lionel Robert Marco Brand                             | Porsche Type-935 3.0L Turbo Flat-6 | G    | 77    |
| 25 DNF | C1     | 3  | Euro Racing                    | Jésus Pareja Cor Euser Charles Zwolsman                            | Lola T92/10                        | M    | 50    |
| 25 DNF | C1     | 3  | Euro Racing                    | Jésus Pareja Cor Euser Charles Zwolsman                            | Judd GV10 3.5L V10                 | M    | 50    |
| 26 DNF | C4     | 58 | Welter Racing                  | Patrick Gonin Didier Artzet Pierre Petit                           | WR LM92                            | M    | 42    |
| 26 DNF | C4     | 58 | Welter Racing                  | Patrick Gonin Didier Artzet Pierre Petit                           | Peugeot 1.9L I4                    | M    | 42    |
| 27 DNF | C4     | 61 | Didier Bonnet Autoracing       | Didier Bonnet Gérard Tremblay Jacques Heuclin                      | Debora 92                          | P    | 25    |
| 27 DNF | C4     | 61 | Didier Bonnet Autoracing       | Didier Bonnet Gérard Tremblay Jacques Heuclin                      | Alfa Romeo 3.0L V6                 | P    | 25    |
| 28 DNF | C1     | 9  | British Racing Motors          | Wayne Taylor Harri Toivonen Richard Jones                          | BRM P351                           | G    | 20    |
| 28 DNF | C1     | 9  | British Racing Motors          | Wayne Taylor Harri Toivonen Richard Jones                          | BRM 3.5L V12                       | G    | 20    |
| DNS    | C1     | 30 | TDR Spice Racing               | Chris Hodgetts François Migault Thierry Lecerf                     | Spice SE90C                        | ?    | -     |
| DNS    | C1     | 30 | TDR Spice Racing               | Chris Hodgetts François Migault Thierry Lecerf                     | Ford Cosworth DFZ 3.5 V8           | ?    | -     |

### Statistika
- Najboljši štartni položaj - #2 Peugeot Talbot Sport - 3:21.200
- Najhitrejši krog - #8 Toyota Team Tom's - 3:32.295
- Razdalja - 4787.2km
- Povprečna hitrost - 199.34km/h